# Мойсеєнко Федір Петрович
Федір Петрович Мойсеєнко (Моісеєнков) (* 11 листопада (22 листопада) 1754, Лебедин — † 24 вересня 1781, Москва) — перший український мінералог.

## Біографія
Народився в м. Лебедині Харківської губернії (нині Сумська область). У 1771—1776 навчався в гімназії та університеті при Петербурзькій АН (у К. Г. Лаксмана). У 1776 був відряджений до Саксонії для вивчення гірничої справи. З 1779 — ад'юнкт АН по металургії, а з 1780 — викладач Гірського училища в Петербурзі. Опублікована лише одна робота Мойсеєнка, в якій він склав класифікацію мінералів, що містять олово, і вказав деякі пошукові ознаки олов'яних руд. На основі огляду відомих родовищ вперше висловив припущення про наявність олова на Уралі та в Сибіру. У Архіві АН СРСР зберігаються кілька інших робіт Мойсеєнка, у тому числі монографія про барит (1776).